# Tripyloides gracilis
Tripyloides gracilis är en rundmaskart som först beskrevs av E. Ditlevsen 1918.  Tripyloides gracilis ingår i släktet Tripyloides och familjen Tripyloididae. Arten är reproducerande i Sverige. Inga underarter finns listade i Catalogue of Life.